# 毛罗希·约瑟夫
毛罗希·约瑟夫（匈牙利語：Marosi József，1934年10月16日—），匈牙利男子击剑运动员。他曾代表匈牙利参加1956年和1960年夏季奥林匹克运动会击剑比赛，共获得一枚银牌和一枚铜牌。